# Luís Tilman

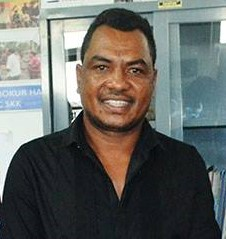
Luis Tílman (2017)

Luís Alves Tilman (nome de batismo Mau-Hunu ) é um político timorense. Ele foi candidato nas eleições presidenciais de Timor-Leste de 2017 e concorre novamente em 2022 .

## Carreira
Em 5 de fevereiro, Tilman foi o último de oito candidatos a declarar que concorreria à presidência. Anteriormente, ele era praticamente desconhecido da opinião pública nacional em questões políticas.  
Tilman foi anteriormente presidente da Câmara de Comércio e Indústria de Timor-Leste (CCI-TL) no município de  Ermera  e coordenador do partido União Democrática Timorense (UDT) nesse mesmo município.  Nas eleições gerais de 2012 em Timor-Leste, Tilman concorreu ao 8º lugar na lista da UDT.  Mas o partido falhou no limiar dos três por cento. 
Embora Tilman tenha sido convidado a concorrer à presidência por vários quadrantes, ele não recebeu apoio oficial de seu partido, então decidiu concorrer como candidato independente..Anteriormente, anunciou a sua demissão do cargo de coordenador e a sua saída da UDT. Durante a sua campanha eleitoral, Tilman enfatizou que queria representar a nova geração do país, que não vinha dos veteranos da luta pela independência. Ele queria concentrar-se no desenvolvimento dos recursos humanos, que até agora tinham sido demasiado fracos, segundo seu discurso.  De acordo com os resultados finais preliminares, Tilman recebeu 11.124 votos nas eleições presidenciais, correspondendo a 2,15% dos votos validamente expressos. Ele ficou em quinto lugar naquela eleição. 
Em 2022, Tilman registou-se novamente no Supremo Tribunal de Justiça de Timor-Leste como candidato independente, segundo decisão desse tribunal competente não preenchia os critérios para uma renomeação. 